# Adolf Osten
Adolf Osten - dyplomata duński żyjący w XVIII wieku.
Czartoryscy zjednali go sobie kiedy był posłem Królestwa Danii w Warszawie, toteż w 1763, gdy wraz z elekcją Poniatowskiego uzyskali wpływy w Polsce, był ich stronnikiem na dworze Petersburskim, gdzie był wówczas duńskim posłem. Dla Czartoryskich było to o tyle ważne, że ich pierwszy wysłannik na dwór cara Gerwazy Ludwik Oskierka był bardzo nieskuteczny.